# Countdown (Beyoncé)
Countdown is de vierde single van Beyoncés vierde studioalbum 4.

## Achtergrondinformatie
Countdown is geschreven door Beyoncé Knowles, Terius 'The-Dream' Nash, Shea Taylor, Ester Dean, Cainon Lamb, Julie Frost, Michael Bivins, Nathan Morris en Wanya Morris. Het is een uptempo R&B-nummer, dat invloeden heeft van de funk en dancehall. Countdown sampled "Uhh Ahh" van Boyz II Men.

## Videoclip
Het eerste deel van de video werd begin augustus gefilmd en eind september werd er nog een extra deel gefilmd. De video is geïnspireerd door de kunst uit de jaren zestig. Beyoncé draagt in de clip retrokleding- en kapsels, waaronder een outfit dat geïnspireerd is door haar rol in de film Dreamgirls.

### Rechtszaak
De Belgische choreografe Anne Teresa De Keersmaeker klaagde Beyoncé aan omdat zij een deel van de choreografie van haar stukken Rosas danst Rosas (1983) en Achterland (1990) zou hebben gebruikt in de video zonder toestemming te vragen. Anne Teresa's eis was de videoclip te laten verbieden. Beyoncé bevestigde dat ze zich liet inspireren door De Keersmaekers ballet Rosas danst Rosas.
Op 30 november werd er een nieuwe versie uitgebracht, waarin alle delen van ; Rosas danst Rosas zijn verwijderd.

## Hitlijsten
Het nummer verliet de tipparade na een notering op de twaalfde positie, waardoor het de Nederlandse Top 40 niet bereikte. In de Verenigde Staten bereikte het nummer de 71ste positie in de Billboard Hot 100 en respectievelijk de 12de en 36ste positie in de Hot R&B/Hip-Hop Songslijst en de Pop Songslijst. In de Dance Club Songs behaalde het de eerste positie.

## Hitnotering

### NederlandseSingle Top 100
| Hitnotering: 07-01-2012 | Hitnotering: 07-01-2012 | Hitnotering: 07-01-2012 |
| Week:                   | 1                       |                         |
| ----------------------- | ----------------------- | ----------------------- |
| Positie:                | 92                      | uit                     |